# Alfredo Rampi
Alfredo „Alfredino“ Rampi (* 11. April 1975 in Rom; † 13. Juni 1981 bei Vermicino) war ein italienischer Junge, der am 10. Juni 1981 im Alter von sechs Jahren bei Vermicino nahe Frascati in einen artesischen Brunnen stürzte, mehrere Tage überlebte und trotz Rettungsversuchen nur noch tot geborgen werden konnte. Sein Körper konnte erst am 11. Juli ans Tageslicht gebracht werden.
Die vergeblichen Rettungsversuche wurden landesweit von den Medien verfolgt und live im italienischen Fernsehen übertragen.
Über den Fall und insbesondere die Rolle des Fernsehens dabei erschienen mehrere Bücher, so von Maurizio Costanzo (1987), Massimo Gamba (2007), Andrea Bacci (2007), Walter Veltroni (2011) und Burkhard Jahn (2018).